# Albert Hensel (prawnik)
Albert Hensel (ur. 9 lutego 1895 w Berlinie, zm. 18 października 1933 w Pawii) – niemiecki profesor prawa podatkowego, konstytucyjnego i samorządowego. Syn matematyka Kurta Hensela, spokrewniony z rodziną Mendelssohn - Bartholdy.

## Życiorys
Po studiach pracował w urzędzie skarbowym w Marburgu. Od 1923 profesor nadzwyczajny uniw. w Bonn a od 1929 wykładowca uniw. w Królewcu. Mając 29 lat opublikował zarys niemieckiego prawa podatkowego, który stał się jednym z podstawowych podręczników tej dziedziny. Napisał także:
- Grundrechte und politische Weltanschauung (1931)
- Kommunalrecht und Kommunalpolitik in Deutschland (1928)
- Deutsches Reichs- und Landesstaatsrecht (1931)

Po dojściu nazistów do władzy, w 1933 został przymusowo urlopowany z powodu swego pochodzenia. Wyjechał do Włoch, gdzie zmarł na atak serca.
W 1981 ufundowano nagrodę jego imienia dla młodych naukowców, zajmujących się prawem podatkowym. W 2000 wydano zbiór jego autorstwa: System des Familiensteuerrechts und andere Schriften.